# 朗斯河畔圣桑松
朗斯河畔圣桑松（法語：Saint-Samson-sur-Rance，法語發音：[sɛ̃ sɑ̃sɔ̃ syʁ ʁɑ̃s]）是法国阿摩尔滨海省的一个市镇，位于该省东部偏北，属于迪南区。

## 地理
朗斯河畔圣桑松（48°29'29"N, 2°1'51"W）面积6.27 平方千米，位于法国布列塔尼大區阿摩尔滨海省，该省份为法国西北部沿海省份，位于布列塔尼半岛北部，北濒大西洋英吉利海峡，西接菲尼斯泰尔省，南至莫尔比昂省，东临伊勒-维莱讷省。
与朗斯河畔圣桑松接壤的市镇（或旧市镇、城区）包括：塔当、朗斯河畔普卢埃尔。

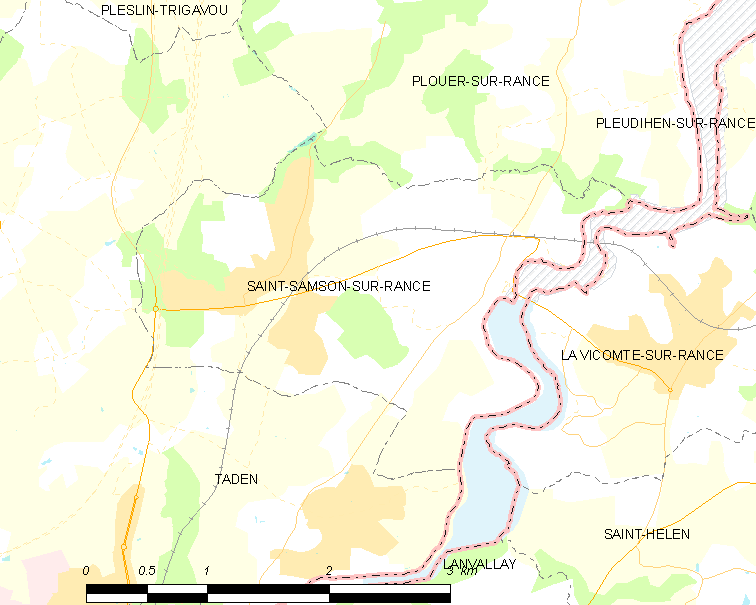
朗斯河畔圣桑松的OSM定位图

朗斯河畔圣桑松的时区为UTC+01:00、UTC+02:00（夏令时）。

## 行政
朗斯河畔圣桑松的邮政编码为22100，INSEE市镇编码为22327。

## 政治
朗斯河畔圣桑松所属的省级选区为普莱兰-特里加武县。

## 人口

1962-2008年间朗斯河畔圣桑松人口变化图示

朗斯河畔圣桑松于2022年1月1日时的人口数量为1630人。